# Twierdzenie Taylora-Proudmana
W mechanice płynów, twierdzenie Taylora-Praudmana mówi, że przy spełnieniu pewnych warunków (patrz niżej), przepływ w trójwymiarowych układach wirujących redukuje się do przypadku dwuwymiarowego. Owa dwuwymiarowa płaszczyzna jest prostopadła do osi obrotu {\displaystyle \mathbf {\Omega } } tzn. gradient pola prędkości przepływu, który jest macierzą, staje się „prostopadły” (tzn. gradient każdej składowej wektora prędkości jest prostopadły) do {\displaystyle \mathbf {\Omega } } (czyli iloczyn wektora i macierzy {\displaystyle \mathbf {\Omega } \cdot \nabla \mathbf {v} =0}).

## Wyprowadzenie
Wychodzimy od równania Naviera-Stokesa (NS) dla układu obracającego się ze stałą prędkością kątową {\displaystyle \mathbf {\Omega } \in \mathbb {R} ^{3}{:}}
{\displaystyle {\frac {\partial \mathbf {v} }{\partial t}}+\mathbf {v} \cdot \nabla \mathbf {v} =-{\frac {1}{\varrho }}\nabla p+\nu \nabla \cdot \nabla \mathbf {v} -2\mathbf {\Omega } \times \mathbf {v} -\mathbf {\Omega } \times (\mathbf {\Omega } \times \mathbf {r} )+F,}
gdzie:
- {\displaystyle \mathbf {r} \in \mathbb {R} ^{3}} – promień (prostopadły do osi obrotu {\displaystyle \Omega }),
- {\displaystyle 2\mathbf {\Omega } \times \mathbf {v} } – człon związany z siłą Coriolisa,
- {\displaystyle \mathbf {\Omega } \times (\mathbf {\Omega } \times \mathbf {r} )} – człon związany z siłą bezwładności,

### Założenia
1. {\displaystyle \nabla \cdot \mathbf {v} =0} płyn nieściśliwy.
2. {\displaystyle {\frac {\partial \mathbf {v} }{\partial t}}=\mathbf {0} } przepływ stacjonarny.
3. {\displaystyle 1\ll |\mathbf {\Omega } |} duża prędkość obrotowa, co implikuje że siła Coriolisa jest względnie duża, a więc człon adwekcyjny {\displaystyle \mathbf {v} \cdot \nabla \mathbf {v} } jest zaniedbywalnie mały (inaczej: liczba Rossbiego jest mała tj.: {\displaystyle 0\leqslant R_{o}\ll 1}).
4. {\displaystyle F=-\nabla \Phi } człon związany z siłami masowymi jest polem potencjalnym o potencjale {\displaystyle \Phi :\mathbb {R} ^{3}\to \mathbb {R} .}
5. {\displaystyle 0\leqslant |\nu \nabla \cdot \nabla \mathbf {v} |\ll 1} lepkość jest zaniedbywalnie mała (przepływ nielepki).

### Teza
{\displaystyle \mathbf {\Omega } \cdot \nabla \mathbf {v} =0}

### Dowód
Wykorzystując założenia 2, 3, 5, równanie NS upraszcza się do postaci:
{\displaystyle {\frac {1}{\varrho }}\nabla p=F-2\mathbf {\Omega } \times \mathbf {v} -\mathbf {\Omega } \times (\mathbf {\Omega } \times \mathbf {r} ).}
Zauważmy, że (korzystając z własności iloczynu wektorowego) można przedstawić siłę bezwładności jako gradient pewnego pola skalarnego:
{\displaystyle \mathbf {\Omega } \times (\mathbf {\Omega } \times \mathbf {r} )=\mathbf {\Omega } (\mathbf {\Omega } \cdot \mathbf {r} )-\mathbf {r} (\mathbf {\Omega } \cdot \mathbf {\Omega } )=\nabla \left({\frac {1}{2}}(\mathbf {\Omega } \cdot \mathbf {r} )^{2}-|\mathbf {\Omega } |^{2}{\frac {1}{2}}|\mathbf {r} |^{2}\right)=\nabla \left(-{\frac {1}{2}}|\mathbf {\Omega } \times \mathbf {r} |^{2}\right),}
gdzie {\displaystyle \mathbf {\Omega } \cdot \mathbf {\Omega } =|\mathbf {\Omega } |^{2},\mathbf {r} \cdot \mathbf {r} =|\mathbf {r} |^{2}.} Zatem człon związany z siłą bezwładności jest pewnym polem potencjalnym.
Jak wiadomo, rotacja z pola potencjalnego jest równa zero, w związku z czym, dokonując rotacji dla obydwu stron równania NS, pozbędziemy się członu ciśnienia, sił masowych(założenie 4) oraz bezwładności – gdyż są to pola potencjalne – i dostaniemy równość:
{\displaystyle \nabla \times (2\mathbf {\Omega } \times \mathbf {v} )=0.}
Dzieląc równanie obustronnie przez 2 i rozpisując lewą stronę równania zgodnie z wzorem na rotację iloczynu wektorowego, otrzymamy:
{\displaystyle \mathbf {v} \cdot \nabla \mathbf {\Omega } -\mathbf {\Omega } \cdot \nabla \mathbf {v} +\mathbf {\Omega } \nabla \cdot \mathbf {v} -\mathbf {v} \nabla \cdot \mathbf {\Omega } =0.}
A ponieważ {\displaystyle \mathbf {\Omega } } jest wektorem stałym wiec {\displaystyle \nabla \mathbf {\Omega } =\mathbf {0} ,\nabla \cdot \mathbf {\Omega } =0.} Uwzględniając ponadto założenie 1, po lewej stronie powyższej równości pozostaje tylko:
{\displaystyle \mathbf {\Omega } \cdot \nabla \mathbf {v} =0}
zatem otrzymaliśmy tezę.